# Kreischberg
Kreischberg är ett berg i Österrike.   Det ligger i distriktet Murau och förbundslandet Steiermark, i den centrala delen av landet, 220 km sydväst om huvudstaden Wien. Toppen på Kreischberg är 1 764 meter över havet.
Terrängen runt Kreischberg är bergig åt nordväst, men åt sydost är den kuperad. Runt Kreischberg är det ganska glesbefolkat, med 22 invånare per kvadratkilometer.. Närmaste större samhälle är Tamsweg, 18,1 km väster om Kreischberg. 
I omgivningarna runt Kreischberg växer i huvudsak barrskog.